# Calypso (hop)
Calypso (Hopsteiner 03129) is een hopvariëteit, gebruikt voor het brouwen van bier.
Deze hopvariëteit is een “dubbeldoelhop”, bij het bierbrouwen gebruikt zowel voor zijn aromatische als zijn bittereigenschappen. Deze Amerikaanse diploïde variëteit is het resultaat van een kruising tussen een Hopsteiner vrouwelijke plant (98005) en een Hopsteiner mannelijke plant (kruising tussen Nugget en USDA 19058m).

## Kenmerken
- Alfazuur: 12 – 14%
- Bètazuur: 5 – 6%
- Eigenschappen: aangenaam fruitig aroma met hints van peer en appel